# Catagramma fabricii
Catagramma fabricii är en fjärilsart som beskrevs av Guérin-meneville 1844. Catagramma fabricii ingår i släktet Catagramma och familjen praktfjärilar. Inga underarter finns listade i Catalogue of Life.